# New York City Football Club
Maillots
Actualités
Dernière mise à jour : 8 décembre 2024.
Le New York City Football Club, couramment abrégé NYCFC, est un club américain de soccer (football), basé dans l'arrondissement du Bronx à New York et fondé en 2013. Le club entame sa première saison professionnelle en Major League Soccer en 2015, en même temps qu'Orlando City.
Le New York City FC est la première franchise de MLS à se situer à New York et la seconde franchise dans la métropole du Grand New York après les New York Red Bulls basés à Harrison depuis 1996. Après Chivas USA, le New York FC est donc la deuxième franchise à être créée dans une ville où est déjà installée une franchise de MLS. Les dirigeants du club sont les propriétaires du club anglais de Manchester City (actionnaire majoritaire) ainsi que ceux du club de baseball des Yankees de New York (actionnaire minoritaire) et ont dû s'acquitter de frais d'entrée s'élevant à 100 millions de dollars afin de pouvoir participer au championnat de MLS en 2015.

## Histoire

### Genèse du club
Le commissaire de la Major League Soccer, Don Garber, annonce publiquement en 2010 l'intérêt de la ligue pour une seconde franchise dans la région de New York qui pourrait faire ses débuts lors de la saison 2013. Initialement, la préférence semblait aller vers le Cosmos de New York mais il s'avère rapidement que les propriétaires du Cosmos se retirent des négociations
Garber a aussi un grand intérêt dans l'acquisition d'une future franchise par des investisseurs d'une grande équipe européenne. En 2008, il était espéré que le FC Barcelone soit prêt à investir pour une expansion à Miami mais l'idée ne se concrétise pas. C'est ensuite Manchester City qui se présente. C'est à partir de décembre 2012 que de sérieux liens sont faits et que Manchester City est annoncé comme étant proche d'acquérir la vingtième franchise de MLS avec le nom de New York City Football Club mais le club britannique nie l'affirmation. Les négations anglaises ne durent pas car Garber annonce lui-même en mars 2013 qu'il est sur le point de dévoiler la nouvelle expansion.
Le 21 mai 2013, l'équipe est officiellement annoncée comme étant la vingtième franchise de Major League Soccer. Le jour suivant, le club déclare que l'ancien joueur international américain et de Manchester City, Claudio Reyna devient directeur des opérations soccer, responsable du staff et du recrutement des joueurs avant la saison inaugurale de MLS en 2015,.
Jason Kreis devient, le 10 décembre 2013, le premier entraîneur de la franchise. Après des mois de rumeurs, l'ancien entraîneur du Real Salt Lake accepte donc la proposition en raison de ses bonnes performances avec son ancienne équipe qui lui ont valu une notoriété grandissante à seulement quarante ans. Le club compte se baser sur la formation des jeunes. Manchester City est déjà un acteur important de la formation des jeunes aux États-Unis, notamment à Los Angeles, Miami, Chicago, New York ou encore Washington.

### Débuts sportifs (2015-2017)
Le club joue son premier match amical le 11 février 2015 face au club écossais de St. Mirren (victoire 2 à 0). David Villa est l'auteur du premier but de son équipe. Sa première rencontre officielle en Major League Soccer, le 8 mars 2015, se solde par une égalité (1-1) face au Orlando City SC, le premier but de son histoire dans ce championnat est inscrit par Mikkel Diskerud. Sa première victoire en championnat a lieu la semaine suivante, le 15 mars 2015, à domicile au Yankee Stadium, face au Revolution de la Nouvelle-Angleterre (victoire 2-0). David Villa marque le premier but du club dans cette enceinte avant d'offrir une passe décisive à Patrick Mullins. Après un nul face aux Rapids du Colorado, le club connait sa première défaite dans le championnat nord-américain lors de la quatrième semaine face au Sporting de Kansas City (0-1) sur un but de Ike Opara et enchaine ensuite les déconvenues, connaissant six fois la défaite pour trois matchs nul. Après treize rencontres disputées, la franchise new-yorkaise n'a connu qu'une seule fois la victoire, sept fois la défaite pour cinq nuls, s'installant ainsi à la dernière place de la conférence Est. Elle retrouve le goût de la victoire (1-2) lors de la quinzième semaine face au Union de Philadelphie à la suite de réalisations de Thomas McNamara et Patrick Mullins, à cette occasion, c'est également la première victoire du club à l'extérieur.
Au cours de l'été, le club participe au premier derby de New York et fait ses débuts en Coupe des États-Unis. Ainsi, le 11 mai 2015 a lieu le premier derby de New York en Major League Soccer à la Red Bull Arena. Celui-ci se conclut par une victoire 2-1 des Red Bulls de New York. Malgré l'exclusion de Matt Miazga dès la 36e minute pour les locaux, le NYCFC cèdera sur un doublé de Bradley Wright-Phillips (4e, 52e), la réduction du score de Patrick Mullins (76e) n'y pouvant rien.
En l'emportant contre le Jersey Express SC (PDL), le Cosmos de New York se qualifie pour le quatrième tour de la Lamar Hunt US Open Cup 2015 et offre le premier derby de la rive est new-yorkaise en y affrontant le New York City FC. Le 17 juin 2015, la formation de NASL s'impose devant la franchise voisine par le score de 2-2 (4-3 aux tirs au but) et empêche donc au NYCFC de remporter sa première rencontre en coupe.
Le 12 juillet, face au Toronto FC, a lieu la rencontre la plus prolifique de la franchise, avec une nulle 4-4. C'est également la première fois que l'équipe new-yorkaise marque (et encaisse) quatre réalisations. À cette occasion, David Villa réalise un doublé, tout comme Patrick Mullins, alors que côté canadien, Sebastian Giovinco réalise un triplé en neuf minutes après avoir échoué à transformer un tir de pénalité. Quatorze jours plus tard a lieu un nouveau match prolifique avec une victoire 5 à 3 lors de la réception d'Orlando City avec un nouveau doublé de David Villa et notamment un triplé de Cyle Larin pour les visiteurs. Cette rencontre voit les débuts d'Andrea Pirlo sous le maillot new-yorkais, entrant en jeu à la 57e minute en remplacement de Mehdi Ballouchy. La semaine suivante, le 1er août, c'est au tour de Frank Lampard d'apparaitre avec sa nouvelle liquette, remplaçant Andrew Jacobson à la 69e minute de jeu, il ne peut empêcher la défaite 2 à 3 face à l'Impact de Montréal. Les arrivées de ces deux prestigieux joueurs d'Europe ne permet néanmoins pas au NYCFC de se qualifier pour les séries éliminatoires. Avec quatre victoires pour sept défaites et un match nul lors des douze dernières confrontations, le club se classe huitième de la Conférence Est à douze points du Toronto FC, sixième et dernier qualifié pour les séries éliminatoires.
Pour sa deuxième saison dans le championnat nord-américain, la franchise voit Patrick Vieira officier sur le banc. L'ouverture de la saison est heureuse mais mouvementée avec une victoire 4 buts à 3 chez le Fire de Chicago.

### Une franchise forte de MLS (depuis 2017)
En dépit du départ de Patrick Vieira en juin, le club se qualifie pour les séries éliminatoires lors de la saison 2017. Il est remplacé dans le rôle d'entraineur par un ancien adjoint de Pep Guardiola, Domènec Torrent. Le New York City FC est néanmoins éliminé en demi finale de conférence par Atlanta United, futur champion.
Le même scénario se répète lors de la saison 2018, avec une première place de la conférence Est en saison régulière, mais une élimination en demi-finale des séries par le Toronto FC. À l'issue de l'exercice, Torrent est remplacé par Ronny Deila.
En 2020, la franchise participe pour la première fois de son histoire à une compétition continentale, la Ligue des champions de la CONCACAF. Elle est éliminée en quart de finale contre les Tigres UANL. Après la suspension de la saison 2020 en raison de la pandémie de Covid-19, le New York City FC reprend ses activités en juillet dans le tournoi MLS is Back où le club se classe troisième de son groupe, mais progresse malgré tout jusqu'aux quarts de finale avant de s'incliner face aux Timbers de Portland, futur vainqueurs. L'équipe est par la suite éliminée dès son entrée en jeu en séries éliminatoires.
La saison suivante, en 2021, le club termine à la quatrième place de la Conférence Est, mais se hisse en finale des séries éliminatoires et remporte sa première Coupe de la Major League Soccer après sa victoire face aux Timbers de Portland lors d'une séance de tirs au but (1-1 après prolongation).

## Palmarès et résultats

### Palmarès
| Compétitions nationales                                                                | Compétitions internationales |
| - Coupe MLS (1) - Vainqueur : 2021. - Conférence Est de la MLS (1) - Vainqueur : 2021. | - Campeones Cup (1) - Vainqueur : 2022. - Ligue des champions de la CONCACAF - Deux participations. - Meilleur parcours : Demi-finale (2022). - Leagues Cup - Une participation. - Meilleur parcours : Quart de finale (2021). |

### Bilan par saison
| Saison | Saison régulière | Saison régulière | Saison régulière | Saison régulière | Saison régulière | Saison régulière | Saison régulière | Position | Position | Coupe MLS                 | US Open Cup     | Ligue des champions de la CONCACAF | Affl. moy. saison régulière | Affl. moy. séries éliminat. |
| Saison | M                | V                | N                | D                | BP               | BC               | Pts              | Conf.    | Ligue    | Coupe MLS                 | US Open Cup     | Ligue des champions de la CONCACAF | Affl. moy. saison régulière | Affl. moy. séries éliminat. |
| ------ | ---------------- | ---------------- | ---------------- | ---------------- | ---------------- | ---------------- | ---------------- | -------- | -------- | ------------------------- | --------------- | ---------------------------------- | --------------------------- | --------------------------- |
| 2015   | 34               | 10               | 7                | 17               | 49               | 58               | 37               | 8e/10    | 17e/20   | Non qualifié              | Quatrième tour  | Non qualifié                       | 29 016                      | N/Q                         |
| 2016   | 34               | 15               | 10               | 9                | 62               | 57               | 54               | 2e/10    | 4e/20    | Demi-finale de conférence | Quatrième tour  | Non qualifié                       | 27 196                      | 28 355                      |
| 2017   | 34               | 16               | 9                | 9                | 56               | 43               | 57               | 2e/11    | 2e/22    | Demi-finale de conférence | Quatrième tour  | Non qualifié                       | 22 177                      | 23 246                      |
| 2018   | 34               | 16               | 8                | 10               | 59               | 45               | 56               | 3e/11    | 7e/23    | Demi-finale de conférence | Quatrième tour  | Non qualifié                       | 23 211                      | 17 175                      |
| 2019   | 34               | 18               | 10               | 6                | 63               | 42               | 64               | 1er/12   | 2e/24    | Demi-finale de conférence | Quart de finale | Non qualifié                       | 21 107                      | 19 829                      |
| 2020   | 23               | 12               | 3                | 8                | 37               | 25               | 39               | 5e/14    | 7e/26    | Premier tour              | Annulée         | Quart de finale                    | N/A                         | N/A                         |
| 2021   | 34               | 14               | 9                | 11               | 56               | 36               | 51               | 4e/14    | 8e/27    | Champion                  | Non tenue       | Non qualifié                       | N/A                         | 25 267                      |
| 2021   | 34               | 14               | 9                | 11               | 56               | 36               | 51               | 4e/14    | 8e/27    | Champion                  | Non tenue       | Quart de finale (LC)               | N/A                         | 25 267                      |
| 2022   | 34               | 16               | 7                | 11               | 57               | 41               | 55               | 3e/14    | 5e/28    | Finale de conférence      | Quart de finale | Non qualifié                       |                             | 18 066                      |
| 2022   | 34               | 16               | 7                | 11               | 57               | 41               | 55               | 3e/14    | 5e/28    | Finale de conférence      | Quart de finale | Champion (CC)                      |                             | 18 066                      |

#### Meilleurs buteurs par saison
| Saison | Meilleurs buteurs | Meilleurs buteurs |
| Saison | Joueurs           | Buts              |
| ------ | ----------------- | ----------------- |
| 2015   | David Villa       | 18                |
| 2016   | David Villa       | 23                |
| 2017   | David Villa       | 23                |
| 2018   | David Villa       | 15                |
| 2019   | Héber             | 15                |

| Saison | Meilleurs buteurs    | Meilleurs buteurs |
| Saison | Joueurs              | Buts              |
| ------ | -------------------- | ----------------- |
| 2020   | Valentín Castellanos | 7                 |
| 2020   | Jesús Medina         | 7                 |
| 2021   | Valentín Castellanos | 23                |
| 2022   | Valentín Castellanos | 17                |

## Stade

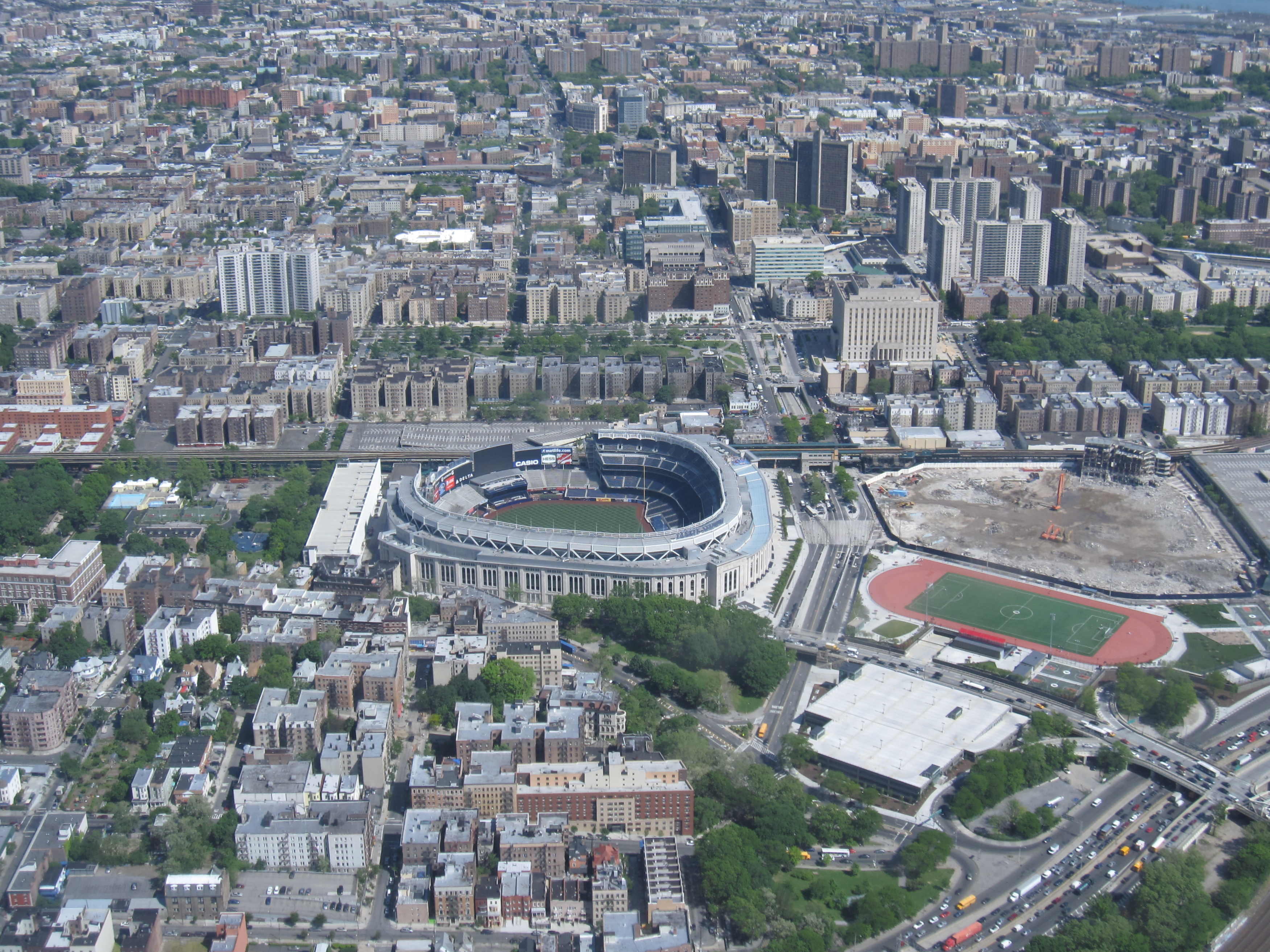
Yankee Stadium, New York (2010)

Le New York City FC Stadium est un stade destiné au soccer d'une capacité de 28 000 sièges prévu à New York pour 2018 au plus tôt. Le club a annoncé jouer au Yankee Stadium, stade hôte des Yankees de New York également copropriétaires de la franchise, en 2015 lors de sa saison inaugurale en Major League Soccer. En décembre 2024, la construction d'un nouveau stade de 25 000 places (l'Etihad Park) débute, son ouverture est prévue pour la saison 2027.

### Les prémices des négociations
La Major League Soccer entre en négociations, dès 2012, pour construire un stade entièrement destiné au soccer dans le domaine de Flushing Meadows, dans le Queens, à New York, bien avant l'annonce de la création de la nouvelle franchise. Le projet initial prévoyait que le stade soit livré en 2016, amenant donc la formation new-yorkaise à jouer ses matchs à domicile de la saison 2015 dans le stade des Yankees de New York, le Yankee Stadium. Le site en question se situait à proximité du Citi Field, le stade où les Mets de New York ont élu domicile. Les Mets ont annoncé leur opposition à la construction du nouveau stade aussi près du leur et demanderait, dans l'éventualité d'une conclusion des négociations, une compensation financière de 40 millions de dollars pour l'utilisation des parkings. Le projet recevait également une opposition des lobbies de parking concernant la reconversion des espaces de parkings publics pour une entreprise privée.
L'inspecteur de la ville de New York, John Liu, dit « J'aime l'idée de l'arrivée d'un club de soccer à New York... Ce qui me rejouit moins est le fait qu'ils veulent utiliser les parkings publics pour la construction du stade ». Tout accord qui amenerait à utiliser les parkings publics requerrait un échange de terrain et la création d'un parking public de remplacement. Le Maire, Michael Bloomberg propose par ailleurs la conversion du site du Flushing Airport (en) qui est hors service depuis 1984 mais, cette proposition rencontre aussi de nombreuses critiques. En effet, les détracteurs considèrent que le club n'aurait alors pas à acheter de terrain et un parking devrait être remplacé, dans un quartier pourtant pauvre, démuni d'accessibilité aux transports publics.
La ligue annonce, que le club « continuera à rechercher d'autres sites potentiels », même si Don Garber dit, en avril 2013, « il n'y a pas de plan B » en cas d'échec dans le projet de Flushing Meadows. La ligue a aussi considéré 24 sites potentiels et conclut que le Flushing Meadows Corona Park est la seule option valable.

### L'éventualité du Bronx
Le 13 juin 2013, le président de l'arrondissement du Bronx, Rubén Díaz, Jr., écrit une lettre ouverte à Don Garber afin de lui demander de considérer la possibilité d'établir le stade du New York City FC dans son arrondissement, comme une alternative à la suite des problèmes rencontrés dans le Queens.
Le choix de la résidence temporaire de New York City FC est encore incertaine. Le club devrait jouer ses trois premières saisons au Yankee Stadium. Le PDG de Manchester City, Ferran Soriano, déclare que l'équipe « jouera dans un stade temporaire pendant deux ans, peut-être trois ».
Le 29 août 2013, une autre option est proposée. Un terrain de neuf acres est considéré, non loin du Yankee Stadium, entre la
Major Deegan Expressway (autoroute traversant l'État de New York arrivant dans le Bronx) et East 153 rd Street (153e rue Est). Randy Levine, le président des Yankees confirme cette hypothèse mais déclare que tout projet est encore loin d'aboutir.
En décembre 2013, alors que l'administration municipale du Maire Bloomberg était proche d'accepter une proposition pour un site non loin du Yankee Stadium pour 350 millions de dollars. Pourtant, Bill de Blasio, maire fraîchement élu aux dernières élections à la ville de New York et qui prend ses fonctions en janvier 2014, annonce son opposition à la négociation, invoquant des questions de taxes, financements publics ainsi qu'une vente ou un bail longue durée des terrains publics. En effet, le projet requiert l'achat d'un terrain actuellement occupé par une usine, qui nécessiterait d'être reconstruite, ainsi que la démolition d'un parking couvert.

## Couleurs et logo

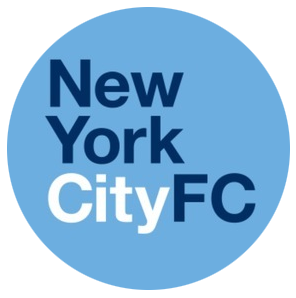
Le badge utilisé lors du lancement du club

Le 20 mars 2014, après 10 jours de vote, le club dévoile son nouveau logo officiel.
Annoncée en 2013, l'entrée en 2015 en Major League Soccer de la franchise permet aux dirigeants d'évoquer leur intention de prendre leur temps pour construire le club, ne dévoilant même pas les couleurs ou le logo lors de la cérémonie de lancement de la franchise en mai 2013. Malgré tout, un badge arboré d'un cercle bleu avec le nom « New York City FC » en son sein est installé pour représenter le club. En raison de la longue attente avec le dévoilement du logo officiel, de nombreux graphistes réalisent leurs propres créations pour tenter d'anticiper le logo ainsi que le maillot, ce que le club encourage en diffusant les résultats qui lui sont envoyés à travers divers médias sociaux. La société Hyperakt est celle qui va le plus loin dans les créations autour des couleurs du club, proposant de nombreux produits et images dérivés (casquettes, maillots, bus, affiches publicitaires, bannières...) ainsi qu'un logo inspiré de celui de Manchester City, des Yankees de New York, d'un ballon de soccer, d'un jeton du métro de New York ainsi que des cinq arrondissements.
Bien que le président Ferran Soriano accentue sur l'idée que le club doit créer sa propre identité plutôt que de reprendre entièrement les marques de Manchester City et des Yankees de New York. Pourtant, il y a omniprésence sur le site officiel des couleurs bleu ciel de la formation anglaise et bleu marine de la franchise de baseball ainsi que du blanc communément adopté par les deux équipes.
Avec l'importance des dirigeants de Manchester City dans le processus décisionnel de la nouvelle franchise, de nombreux journalistes supposent que les couleurs du club seront fortement influencées par celles de la formation mancunienne,, sachant de plus que le directeur des opérations soccer, Claudio Reyna, évoquant en conférence de presse son plaisir de retrouver les couleurs bleu ciel de City dans le cadre de la franchise d'expansion de MLS.
Après avoir laissé les spéculations et créations amateurs de logo afin de créer de l'intérêt autour de la nouvelle franchise, le 4 février 2014, il est annoncé que deux propositions de logo officiel seront publiées prochainement et soumises au vote du public, dessinées avec deux styles différents. Dans le même temps, le site officiel du New York City FC annonce une campagne baptisée « Badge of Badges », invitant le public à créer son propre logo avec un modèle prédéfini où chaque création s'incorporera à une mosaïque une fois le logo officiel dévoilé, cette dernière étant disponible en ligne comme sur les futures installations sportives.
Alors que la date du 3 mars 2014 était originellement prévue pour dévoiler les deux logos soumis au vote populaire, celui-ci est repoussé après que les Yankees apposent leur veto sur l'une des deux propositions qui enfreignait leur marque déposée. Les deux possibilités de logo, toutes deux dessinées par Rafael Esquer à la suite du succès de sa marque Made in NY, sont dévoilées le 10 mars. À ce moment-là, les couleurs officielles du club - bleu marine, bleu ciel et orange - sont également annoncées. Le choix de l'orange est un hommage à l'héritage néerlandais de la ville de New York, reprenant ainsi le drapeau de la ville. Les partisans ont un délai de trois jours pour voter pour le logo officiel, le vainqueur étant alors annoncé le 20 mars.
Le 12 novembre 2014, le club officialise le premier maillot domicile de son histoire. Manufacturé par Adidas, le maillot présente des similitudes avec celui de Manchester City, de par la couleur (bleu ciel), ainsi que par le short blanc. Le nom du club figure à l'intérieur du col dans la même police d'écriture utilisée pour le badge de lancement, et un écusson « Inaugural season » a été ajouté sur le côté gauche du maillot afin de fêter la première saison du club. Le premier maillot extérieur du club a été révélé le 24 novembre, et est principalement noir avec des lignes bleu clair et orange, comportant aussi cinq lignes noires qui représentent les cinq districts de la ville.

Historique des logos du New York City FC
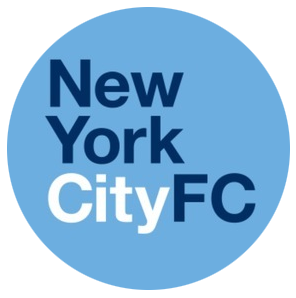

### Maillots
Comme toutes les franchises de Major League Soccer, le New York City renouvelle un uniforme tous les deux ans. Ainsi, pour la saison 2017, le maillot extérieur est le même que l'an passé tandis que l'uniforme domicile est nouveau.
- Domicile

| 2015 | 2016 | 2017-2018 | 2019-2020 |  |

- Extérieur

| 2015 | 2016-2017 | 2018-2019 |  |

### Sponsors
Le sponsor principal du City Football Group, Etihad Airways, est officialisé comme sponsor figurant sur les maillots du NYC FC lors de la soirée organisée afin de dévoiler le premier maillot de l'histoire du club, le 13 novembre 2014. Cette annonce couronne une semaine durant laquelle Heineken et Adidas ont signé un contrat pour devenir sponsor secondaire du club,.

## Partisans

Logo officiel des Third Rail.

The Third Rail, le groupe officiel de supporters du New York City FC, est formé peu après l'annonce de la création de la franchise en mai 2013, alors que les nouveaux partisans se rencontrent grâce aux réseaux sociaux, et organise sa première réunion publique en février 2014. Le nom est choisi par le biais d'un vote public des partisans le 21 mai 2014. Depuis, plusieurs réunions ont été organisées, telles que des rencontres régulières, des sorties dans des pubs ainsi que des fêtes mises en place afin de regarder les rencontres de la Coupe du monde 2014. Le 20 septembre 2014, le groupe atteint la barre des 1 000 membres.
Le logo du groupe a été dessiné par l'artiste graphique Matthew Wolff. Il contient un poing tenant trois éclairs et est constitué des mêmes couleurs que le logo du club. Malgré le fait que le groupe opère indépendamment, il est reconnu comme groupe officiel de partisans et reçoit un accès exclusif aux sections 236 et 237 du Yankee Stadium. Le président du groupe, Chance Michaels, a déclaré que le nom du groupe reflète le désir du groupe à « alimenter » le club de la même façon que le Troisième rail alimente le système de métro de New York.

## Rivalités
L'arrivée du nouveau club de soccer professionnel à New York va permettre d'établir un second derby local en MLS, après le Superclásico entre les Los Angeles Galaxy et Chivas USA, contre l'autre franchise de la ville. La rivalité entre le NYCFC et les Red Bulls est attendue comme une des plus importantes de MLS dans les prochaines années.

## Personnalités du club

### Encadrement technique
Le 22 mai 2013, le club recrute l'ancien milieu de terrain des États-Unis et de Manchester City Claudio Reyna en tant que directeur des opérations soccer, lui donnant ainsi la responsabilité de recruter un encadrement sportif et des joueurs en vue de la saison inaugurale du New York City FC en 2015. Reyna, natif du New Jersey, a aussi joué pour les voisins du Red Bulls de New York. Il déclare le même jour qu'il a commencé à lister les possibles candidats au poste d'entraîneur mais qu'aucun nom ne serait officialisé en 2013.
Le New York City FC procède à son premier recrutement le 6 septembre 2013 en engageant l'ancien directeur athlétique de l'Université Rutgers, Tim Pernetti, afin de servir en tant que directeur des services. Le club procède ensuite à trois autres recrutement à la mi-novembre en signant trois administrateurs expérimentés pour des rôles de vice-présidents divers.
| Principaux dirigeants                                      | Principaux dirigeants |
| ---------------------------------------------------------- | --------------------- |
| Président                                                  | Ferran Soriano        |
| Vice-président aux partenariats                            | Doug Fillis           |
| Vice-président aux finances                                | Josh Neier            |
| Vice-président à la billetterie et relations aux partisans | Mike Quarino          |
| Directeur des opérations soccer                            | Claudio Reyna         |
| Recruteur en chef                                          | David Lee             |
| Directeur des services                                     | Tim Pernetti          |

### Cadres
| Titre     | Nom          | Durée                               |
| --------- | ------------ | ----------------------------------- |
| Président | Tim Pernetti | 9 septembre 2013 – 1er février 2015 |
| Président | Tom Glick    | 1er février 2015 – 1er mars 2016    |
| Président | Jon Patricof | 1er mars 2016 – 31 décembre 2018    |
| PDG       | Brad Sims    | 1er janvier 2019 – aujourd'hui      |

### Entraîneurs
Le 11 décembre, Jason Kreis est annoncé comme nouvel entraîneur du club après être arrivé au terme de son contrat avec le Real Salt Lake. Kreis signe son contrat seulement quatre jours après avoir perdu sa deuxième finale de MLS Cup avec l'équipe basée en Utah en perdant aux tirs au but face au Sporting Kansas City. Lors de son annonce, il est révélé que son contrat commencera en janvier 2014 et qu'il allait faire ses premiers pas comme entraîneur du New York City FC en se rendant à Manchester, en Angleterre, afin de se familiariser avec les objectifs fixés par les copropriétaires de la franchise, Manchester City.
Kreis présente sa première conférence de presse le 10 janvier 2014, où il annonce que son ancien assistant Miles Joseph allait le rejoindre au club, devenant ainsi le premier entraîneur adjoint du New York City FC. En décembre, c'est CJ Brown qui devient à son tour l'adjoint de Kreis.
À l'issue de la saison 2015, Jason Kreis et son personnel d'adjoints sont démis de leurs fonctions à la suite d'une saison décevante où l'équipe n'accède pas aux séries et a connu une élimination prématurée en coupe nationale face aux Cosmos de New York évoluant en NASL.
Quelques jours après le départ de Jason Kreis et de son équipe, Patrick Vieira, alors entraîneur des jeunes à Manchester City est désigné comme son successeur en signant un contrat d'une durée de trois années.
Le tableau suivant présente la liste des entraîneurs du club depuis 2015.
| Rang | Entraîneur      | Nationalité | Début            | Fin              | Matchs | Victoires | Nuls | Défaites | % victoires | Palmarès                |
| ---- | --------------- | ----------- | ---------------- | ---------------- | ------ | --------- | ---- | -------- | ----------- | ----------------------- |
| 1    | Jason Kreis     | États-Unis  | 11 décembre 2013 | 2 novembre 2015  | 35     | 10        | 7    | 18       | 28.57 %     |                         |
| 2    | Patrick Vieira  | France      | 1er janvier 2016 | 11 juin 2018     | 90     | 40        | 22   | 28       | 44.44 %     |                         |
| 3    | Domènec Torrent | Espagne     | 11 juin 2018     | 8 novembre 2019  | 45     | 20        | 12   | 13       | 44.44 %     |                         |
| 4    | Ronny Deila     | Norvège     | 6 janvier 2020   | 13 juin 2022     | 90     | 44        | 19   | 27       | 48.89 %     | 1x Coupe MLS (2021)     |
| 5    | Nick Cushing    | Angleterre  | 13 juin 2022,    | 26 novembre 2024 | 60     | 19        | 18   | 23       | 42.31 %     | 1x Campeones Cup (2022) |